# Kiszelica (Kriva Palanka)
Kiszelica (macedónul: Киселица) település Észak-Macedóniában, a Északkeleti körzetben, Kriva Palanka községben.

## Népesség
| Lakosok száma | 438  | 480  | 450  | 368  | 286  | 153  | 139  | 101  | 30   |
|               | 1948 | 1953 | 1961 | 1971 | 1981 | 1991 | 1994 | 2002 | 2021 |

- 2002-ben 101 lakosa volt, akik mindannyian macedónok.